# Doosan Group
Doosan Group (두산그룹 (en hanja, 斗山그룹)) es un conglomerado multinacional surcoreano. En 2009, la empresa fue incluida en el índice Fortune Global 500. Es la matriz de empresas como Bobcat y Škoda Power. Doosan Group es la empresa más antigua de Corea del Sur y fue clasificada como uno de los 10 mayores fabricantes de equipos pesados del mundo en 2018.

## Historia
Doosan Group fue fundado en 1896. La empresa tuvo sus inicios como Park Seung Jik Store en 1896, ubicada en Baeogai (actualmente Jongno 4-ga, Seúl).
Doosan se ha convertido en un conglomerado multinacional. Entre las empresas que ha adquirido la empresa se encuentran Doosan Heavy Industries & Construction en 2001, Koryeo Industrial Development en 2004 y Doosan Infracore (anteriormente Daewoo Heavy Industries & Machinery en 1967) en 2005.
En 2006, Doosan adquirió la empresa de ingeniería de calderas Mitsui Babcock UK (rebautizada como Doosan Babcock) y Kvaerner IMGB, la mayor empresa de fundición y forja de Rumania. 
En 2007, Doosan adquirió la empresa de maquinaria de construcción Bobcat USA. Tras la absorción de Bobcat USA por Doosan Infracore, el Grupo Doosan se convirtió en el séptimo mayor proveedor mundial de maquinaria de construcción. Doosan cuenta actualmente con 41400 empleados en 38 países.
En 2011, Doosan renovó su acuerdo de licencia con Wärtsilä-Sulzer para la construcción de grandes motores de propulsión marina.
El 1 de enero de 2018, Doosan y Doosan Bobcat se separaron como empresas independientes.  En julio de 2021, Doosan Infracore fue adquirida por Hyundai Heavy Industries, que pagó aproximadamente 722,45 millones de dólares por una participación de control del 30% en la empresa. Está previsto que Doosan Infracore se convierta en una filial del recién creado grupo Hyundai Genuine. 
A partir de 2023, Doosan cambió su nombre a Develon.

## Organización

### Doosan Corporation
- Doosan Corporation Electro-Materials suministra materiales clave para los circuitos impresos, como laminados revestidos de cobre y materiales OLED (incluyendo capas iluminadoras y comunes para fosforescencia de fluorescencia), esenciales en la industria electrónica.
- Doosan Corporation Digital Innovation ofrece servicios de consultoría en tecnología de la información, configuración y operación de sistemas comerciales, además de gestionar la infraestructura tecnológica, atendiendo tanto a clientes externos como a las filiales del Grupo Doosan.
- Doosan Corporation Fuel Cell desarrolla productos para generación de energía y uso residencial, aprovechando sus tecnologías patentadas de celdas de combustible.
- Doosan Corporation Retail gestiona Doosan Tower, un centro comercial que alberga más de 550 tiendas de moda y atrae a 20 millones de visitantes anualmente.

### Filiales
- Doosan Enerbility: fundada en 1962, Doosan Enerbility se especializa en el desarrollo de plantas de energía térmica, nuclear, de ciclo combinado y de desalinización de agua de mar, además de ofrecer servicios de fundición, forja y construcción. Opera en Medio Oriente, Asia, Europa y América del Norte, alcanzando ingresos de $9.6 mil millones en 2012. Ha participado en la construcción de más de 400 centrales eléctricas y cuenta con tecnologías patentadas para desalinización mediante flash multietapa, destilación multiefecto y ósmosis inversa. Entre sus adquisiciones destacan el mayor fabricante de fundición y forja de Rumanía (IMGB), Mitsui Babcock (calderas) y Skoda Power (turbinas de vapor). Además, ha establecido centros de I+D en Tampa (EE. UU.), Damman (Arabia Saudita) y Birmingham (Reino Unido).
- Doosan Industrial Vehicle: produce equipos logísticos globales, incluidas carretillas elevadoras de motor y eléctricas.
- Doosan Fuel Cell: adquirió ClearEdge Power, un fabricante de pilas de combustible estacionarias con sede en Silicon Valley, y desarrolla soluciones innovadoras de generación energética. Otras adquisiciones y empresas clave:
  - Doosan Hydro Technology: adquirida en 2005, se especializa en tecnología de agua.
  - Doosan IMGB: comprada en 2006, es la mayor empresa de fundición y forja de Europa, ubicada en Rumania.
  - Doosan Babcock Energy: adquirida en 2006, se centra en soluciones energéticas.
  - Doosan Bobcat: Incorporada en 2007, líder en equipos compactos.
  - Advanced Technology Lubben: Fundada en 2008 en Lübben, Alemania, desarrolla equipos de manipulación de materiales para almacenes y aeropuertos.
  - Skoda Power: Adquirida en 2009, provee turbinas de vapor y servicios relacionados para plantas de energía.
  - Enpure: Adquirida en 2012, es una empresa británica especializada en tratamiento de agua y desalinización.  Otras divisiones:
  - Oricom: Agencia de marketing integral.
  - Hancomm: Agencia publicitaria líder en Corea.
  - Doosan Bears: Primer equipo de béisbol profesional de Corea, fundado en 1982.
  - Doosan Cuvex: Opera el club de golf Ladena en Chuncheon, Corea.
  - Doosan Magazine: Primera editorial de revistas de moda en Corea, publica ediciones locales de GQ, Vogue, Allure y W.

### Organizaciones auxiliares
- Fundación Yonkang: establecida en 1978 en honor al primer presidente de la compañía, el difunto Yonkang Too Pyung Park, esta fundación se dedica a otorgar becas, financiar proyectos de investigación y desarrollo, capacitar a profesores en el extranjero, mejorar el bienestar educativo y distribuir libros para promover la educación y la cultura.
- Centro de Arte Doosan: este centro apoya a artistas jóvenes proporcionándoles espacios e instalaciones, como:
  - Yonkang Hall
  - Space111
  - Doosan Gallery
- DBRI (Doosan Business Research Institute): A través del Doosan Leadership Institute, la empresa organiza programas educativos que incluyen talleres, foros y seminarios diseñados para el desarrollo y liderazgo de sus empleados.